# 于伊利埃库尔
于伊利埃库尔（法語：Huilliécourt）是法国上马恩省的一个市镇，属于绍蒙区（Chaumont）布尔蒙县（Bourmont）。该市镇总面积8.87平方公里，2009年时的人口为129人。

## 人口
于伊利埃库尔人口变化图示